# 藤嶽彰英
藤嶽 彰英（藤岳 彰英、ふじたけ しょうえい、1929年12月3日 - 2016年10月7日）は、旅行記作家。本名は静（しずか）。
三重県出身。大谷大学文学部国文科卒。読売新聞記者を経て文筆家となる。読売新聞記者時代に旅行記を800回連載。その後、フリーランスの旅行作家として執筆のかたわら、テレビ・ラジオなどにも出演。日本各地の旅行案内を執筆し、特に温泉について詳しかった。旅行ブーム、温泉ブームの火付け役となる。吹田市に居住した。
自著『藤岳彰英の全国温泉の旅味覚の旅』（1987年10月発行）では、塔ノ沢温泉（神奈川県足柄下郡箱根町）の混浴露天風呂で、若い女性が入浴しているところを望遠レンズで盗撮したことを堂々と明かすなど、時代の背景もあるが、性的におおらかな作風であった。
1980年、大阪府文化芸術功労賞受賞。
旅行ペンクラブ会長、名誉会長、温泉学会顧問、旅行ペンクラブ幹事、旅行作家の会会員、旅のペンクラブ会員。

## 著書
- 『関西からのかくれた観光地』創元社 創元手帖文庫 1963
- 『遠い旅・みじかな旅』創元社 1966
- 『関西からのドライブガイド 大阪以西編』編 創元社 1968
- 『関西からのドライブガイド 大阪以東』編 創元社 1968
- 『国民宿舎の旅』創元社 1974
- 『南紀・伊勢・志摩』山と渓谷社 アルパインガイド 1974
- 『旅のこころ』創元社 1975
- 『とっておきの一泊旅行』カイガイ出版部 1977
- 『さいはての旅 海峡の町』カイガイ出版部 1978
- 『秘湯の旅』保育社 カラーブックス 1978
- 『京都』創元社 1979
- 『秘境の旅』保育社 カラーブックス 1979
- 『御堂筋八景』難波別院 1981
- 『露天風呂』保育社 カラーブックス 1982
- 『一軒宿の温泉』保育社 カラーブックス 1984
- 『ひとときの旅』神戸新聞出版センター 1984
- 『夫婦で悠々旅 本当の旅とはこういうもの』ひょうたん書房 1984
- 『とっておきの一泊旅行』ひょうたん書房 1985
- 『温泉なんでも百科』旅行読売出版社 たびよみガイド 1986
- 『混浴温泉』保育社 カラーブックス 1986
- 『女性専用露天風呂』保育社 カラーブックス 1986
- 『藤岳彰英のとっておき温泉旅行』ナンバー出版 1987
- 『藤岳彰英の全国温泉の旅味覚の旅』ナンバー出版 1987
- 『私がみつけた味の温泉』保育社 カラーブックス 1987
- 『秘湯を求めて 2 (ないしょの秘湯)』保育社 1989
- 『秘湯を求めて 1 (はじめての秘湯)』保育社 1989
- 『小さい宿み～つけた』保育社 1990
- 『秘湯を求めて 3 (きわめつけの秘湯)』保育社 1990
- 『大阪再発見 なにわの蓮如さん 改訂』難波別院 2001

### 共著
- 『関西周辺週末ドライブガイド』原田護,河瀬敦忠, 所新一, 桜井一央共著 国際地学協会出版部編 国際地学協会 1980
- 『ふくい宝の旅』藤原武二、福井県立博物館共著 「誇りの国ふくい」デザインコミュニティ 1993